# Jagdstaffel 38
A Jagdstaffel 38, conhecida também por Jasta 38, foi um esquadra de aeronaves da Luftstreitkräfte, o braço aéreo das forças armadas alemãs durante a Primeira Guerra Mundial. Esta esquadra abateu 17 aeronaves inimigas.